# Grijze treurspecht
De grijze treurspecht (Mulleripicus fuliginosus) is een vogel die tot de familie spechten (Picidae) behoort. Hij is endemisch in de Filipijnen, op de eilanden Mindanao, Leyte en Samar. Hier leeft hij in tropische laaglandbossen, tot op een hoogte van 1350 meter boven zeeniveau, maar meestal beneden de 1000 meter. De grijze treurspecht werd lange tijd beschouwd als een ondersoort van de treurspecht (Mulleripicus funebris).

## Uiterlijke kenmerken
De grijze treurspecht heeft een lichaamslengte van 29 tot 30 centimeter. Zijn verenkleed is rookgrijs aan de bovenzijde en lichtgrijs aan de onderzijde. De kop is bedekt met witte spikkels. De keel, nek en kruin hebben grotere witte vlekken. De lange, smalle snavel is grijs, gelig of ivoorkleurig en heeft een donkere snavelpunt en bovenrichel. Het mannetje is van het vrouwtje te onderscheiden door de rode wangtekening. Het verenkleed van de juveniel lijkt op die van een volwassen vogel, maar is bruiner, matter en heeft grote lichte vlekken.
De grijze treurspecht is kleiner dan de treurspecht, heeft een kortere staart, een dikkere snavel en een lichter verenkleed. De rode tekening van het mannetje is aanzienlijk kleiner dan bij de treurspecht. De leefgebieden van beide vogels hebben geen overlap en de grijze treurspecht is in zijn habitat ook niet te verwarren met andere vogels.

## Gedrag en levenswijze
Er is nog weinig over het gedrag van de grijze treurspecht bekend. Het is geen schuwe vogel, maar hij houdt zich meestal op in de bovenste boomlagen. De grijze treurspecht gebruikt een zachte fluittoon, die hij enkel, dubbel of in een snelle serie laat horen. De roffel is krachtig en variabel in tempo. Vergeleken met de treurspecht is de grijze treurspecht een aanzienlijk stillere vogel.